# USS Henley (DD-762)
USS Henley (DD-762) là một tàu khu trục lớp Allen M. Sumner được Hải quân Hoa Kỳ chế tạo trong Chiến tranh Thế giới thứ hai. Nó là chiếc tàu chiến thứ tư của Hải quân Mỹ được đặt theo tên Robert Henley (1783-1828), một sĩ quan hải quân từng tham gia cuộc Chiến tranh 1812 và Chiến tranh Barbary thứ hai. Nhập biên chế khi Thế Chiến II đã kết thúc, nó đã tiếp tục phục vụ sau đó trong Chiến tranh Lạnh cho đến khi xuất biên chế năm 1973 và bị bán để tháo dỡ một năm sau đó.

## Thiết kế và chế tạo
Henleyđược đặt lườn tại xưởng tàu của hãng Bethlehem Steel Co. ở San Francisco, California vào ngày 8 tháng 2 năm 1944. Nó được hạ thủy vào ngày 8 tháng 4 năm 1945; được đỡ đầu bởi bà George S. Wheaton, và nhập biên chế vào ngày 8 tháng 10 năm 1946 dưới quyền chỉ huy của Trung tá Hải quân Dwight L. Moody.

## Lịch sử hoạt động
Sau khi hoàn tất việc chạy thử thử máy huấn luyện dọc theo vùng bờ Tay Hoa Kỳ, Henley chuyển sang vùng bờ Đông và trình diện tại Trường Sonar Hạm đội tại Key West, Florida vào ngày 19 tháng 2 năm 1947. Sau năm tháng hoạt động, nó đi đến Norfolk, Virginia nơi nó khởi hành vào ngày 28 tháng 7 cho lượt hoạt động đầu tiên tại khu vực Địa Trung Hải, hoàn tất vào ngày 1 tháng 12 khi quay trở về Boston, Massachusetts. Trong lượt bố trí thứ hai tại Địa Trung Hải vào mùa Hè 1948, con tàu đã hoạt động tuần tra cùng các đơn vị thuộc lực lượng Liên Hợp Quốc nhằm ngăn ngừa xung đột nổ ra giữa nước Israel mới thành lập với các nước Ả rập lân cận. Sau một năm hoạt động huấn luyện chiến thuật và tập trận cơ động hạm đội, con tàu được cho xuất biên chế tại Charleston, South Carolina vào ngày 15 tháng 3 năm 1950.
Không đầy sáu tháng sau, do việc lực lượng Bắc Triều Tiên tấn công xuống lãnh thổ Nam Triều Tiên khiến chiến tranh bùng nổ, Henley được cho nhập biên chế trở lại và gia nhập hạm đội vào ngày 23 tháng 9. Sau khi hoàn tất chạy thử máy huấn luyện, nó lên đường vào tháng 7, 1951 cho một lượt hoạt động cùng Đệ Lục hạm đội tại Địa Trung Hải, tiếp nối bằng một chuyến đi sang các cảng Bắc Âu, bao gồm một chuyến đi ngược dòng sông Seine đến Rouen, Pháp trước khi quay trở về Norfolk vào tháng 2, 1952. Đến ngày 25 tháng 9, 1953, nó cùng Đội khu trục 221khởi hành từ Norfolk cho một chuyến đi vòng quanh thế giới, trải qua 44.000 mi (71.000 km) trong 218 ngày. Con tàu đi ngang qua Địa Trung Hải và kênh đào Suez, hoạt động cùng Đệ Thất hạm đội tại các vùng biển Châu Á, ngoài khơi Triều Tiên và Nhật Bản trước khi quay trở về vùng bờ Đông Hoa Kỳ qua ngã kênh đào Panama và vùng biển Caribe.
Trong những năm tiếp theo, Henley luân phiên những hoạt động thường lệ, huấn luyện cơ động chống tàu ngầm và thực hành chiến thuật tại vùng bờ Đông và vùng biển Caribe, với những lượt biệt phái sang hoạt động cùng Đệ Lục hạm đội tại Địa Trung Hải. Vào năm 1959, nó tham gia Lực lượng Đặc nhiệm 47 trong Chiến dịch Inland Seas, đi dọc theo sông Saint Lawrence tham dự lễ khánh thành tuyến đường thủy St. Lawrence nối liền Đại Tây Dương với Ngũ Đại Hồ, nghi lễ do Tổng thống Dwight D. Eisenhower và Nữ hoàng Elizabeth II của Anh đồng chủ trì; trong chuyến đi kéo dài hai tháng này, gần 75.000 người dân miền Trung-Tây đã có dịp tham quan con tàu. Rồi trong vụ Khủng hoảng tên lửa Cuba năm 1962, chiếc tàu khu trục đã tham gia lực lượng bao vây cô lập Cuba nhằm gây sức ép buộc Liên Xô phải tháo dỡ những tên lửa đạn đạo mang đầu đạn hạt nhân trên hòn đảo Trung Mỹ này.
Sau khi vụ khủng hoảng được dàn xếp bằng thương lượng, Henley quay trở lại nhịp điệu hoạt động thường lệ. Vào ngày 1 tháng 10, 1964, nó được điều sang vai trò tàu huấn luyện chống tàu ngầm cho Hải quân Dự bị Hoa Kỳ. Sau một đợt đại tu tại Newport News, Virginia và các hoạt động huấn luyện ôn tập tại vịnh Guantánamo, Cuba, nó bắt đầu thực hiện chuyến đi huấn luyện đầu tiên cho nhân sự Hải quân Dự bị, khi khởi hành từ Norfolk vào ngày 1 tháng 5, 1965. Với một thành phần thủy thủ đoàn hạt nhân gồm 100 sĩ quan và thủy thủ, con tàu di chuyển dọc theo bờ biển Đại Tây Dương và vùng biển Caribe trong 8 năm tiếp theo, là nền tảng huấn luyện và thực tập trên biển cho hàng trăm sĩ quan dự bị tương lai. Đến giữa năm 1972, nó còn đảm nhiệm thêm vai trò tàu huấn luyện cho học viên sĩ quan của Học viện Hải quân Hoa Kỳ.
Henley cuối cùng được cho xuất biên chế vào ngày 2 tháng 7, 1973; nó là chiếc tàu khu trục lớp Allen M. Sumner cuối cùng được cho dừng hoạt động. Con tàu bị tháo dỡ vào ngày 24 tháng 6, 1974.